# Xã Chestina, Quận Kidder, Bắc Dakota
Xã Chestina (tiếng Anh: Chestina Township) là một xã thuộc quận Kidder, tiểu bang Bắc Dakota, Hoa Kỳ. Năm 2010, dân số của xã này là 25 người.